# 須藤隆一
須藤 隆一（すどう りゅういち、1936年8月15日 - 2022年10月21日） は、日本の環境工学者。東北大学名誉教授。初代埼玉県環境科学国際センター総長。元環境省政策評価委員会委員長。

## 人物・経歴
群馬県出身。1959年群馬大学学芸学部自然科学科生物学専攻課程卒業。1960年国立公衆衛生院衛生技術学科衛生工学專攻課程修了、東京都下水道局技師。1968年東京大学応用微生物研究所助手。1974年東北大学理学博士、国立公害研究所水質土壤環境部陸水環境研究室長。1987年国立公害研究所技術部長。1989年国立公害研究所技術部長兼水質土壤環境部長。1990年東北大学工学部土木工学科教授。2000年定年退職、東北大学名誉教授、埼玉県環境科学国際センター総長。2002年埼玉大学大学院理工学研究科客員教授。2004年特定非営利活動法人環境生態工学研究所理事長。2005年環境省政策評価委員会委員長、環境省中央環境審議会地球環境部会長。2006年滋賀県琵琶湖環境科学研究センターシニアアドバイザー、環境省中央環境審議会水環境部会長。2009年東北大学大学院工学研究科環境機能利用工学寄附講座客員教授。2011年埼玉県環境部顧問、埼玉県環境検査研究協会顧問。瀬戸内海環境保全審議会委員、科学技術会議ライフサイエンス部会委員、茨城県環境審議会委員、仙台市環境審議会委員、日本水環境学会会長、全国環境研協議会会長等も歴任した。

## 著書
- 『廃水処理の生物学』産業用水調査会 1977年
- 『活性汚泥法』思考社 1980年
- 『環境浄化のための微生物学』講談社 1983年
- 『水処理バイオ入門』産業用水調査会 1994年

## 受賞
- 日本下水道協会奨励賞 1975年[1]
- 日本下水道協会有効賞（優秀論文賞） 1977年[1]
- 水賞 1983年[1]
- 日本水環境学会功労賞 1992年[1]
- 日本水環境学会学術賞 1994年[1]
- 韓国環境部長官賞 1998年[1]
- 日本水処理生物学会論文賞 1998年[1]
- 日本水環境学会学会賞 1999年[1]
- 国際協力事業団国際協力功労賞 1999年[1]